# Akio Kaminaga
Akio Kaminaga (n. 22 decembrie 1936, Sendai, Japonia – d. 21 martie 1993, Tokyo⁠(d), Tōkyō, Japonia) a fost un judocan ce a reprezentat Japonia, medaliat olimpic. A participat la o ediție a Jocurilor Olimpice (1964) în care a câștigat o medalie de argint.

## Participări
Lista de mai jos prezintă principalele competiții la care a participat Akio Kaminaga de-a lungul carierei.
- judo at the 1964 Summer Olympics – men's open category[*]